# Opiętki
Opiętki (Agrilini) – plemię chrząszczy z rodziny bogatkowatych i podrodziny Agrilinae.
Chrząszcze te wyróżniają się podwojoną krawędzią boczną w tylnej części przedplecza. Tylna para ich odnóży cechuje się pierwszym członem stopy znacznie dłuższym niż u pokrewnych Coraebini, w przypadku najbogatszego w gatunki rodzaju Agrilus zwykle tak długim jak człony od drugiego do czwartego razem wzięte lub jeszcze dłuższym. Larwy charakteryzują się obecnością różnie wykształconego wcięcia na ostatnim segmencie odwłoka, w przypadku rodzaju Agrilus zaopatrzonego w parę zesklerotyzowanych ząbków. W linii ewolucyjnej opiętków nastąpił zanik przedżołądka u larw co wskazuje na znaczną zmianę siedliska i sposobu trawienia.
Opiętki mają zasięg kosmopolityczny, przy czym tylko rodzaje Agrilus i Sambus obecne są w krainie australijskiej.
Plemię to odznacza się największą różnorodnością gatunkową i rodzajową wśród bogatkowatych. Podział tego taksonu przedstawia się następująco:
- podplemię: Agrilina Laporte, 1835
- podplemię: Amorphosternina Cobos, 1974
- podplemię: Amyiina Holyński, 1993
- podplemię: Rhaeboscelidina Cobos, 1976
- podplemię: incertae sedis
  - Deyrollius Obenberger, 1922
  - Eumerophilus Deyrolle, 1864
  - Lepismadora Velten in Velten & Bellamy, 1987
  - Nickerleola Obenberger, 1923
  - Parasambus Descarpentries & Villiers, 1966
  - Pseudagrilodes Obenberger, 1921
  - Pseudagrilus Laporte, 1835
  - Sambus Deyrolle, 1864
  - Wendleria Obenberger, 1924

W zapisie kopalnym przedstawiciele plemienia znani są od eocenu.